# Кантор, Давид Исаакович
Давид Исаакович Ка́нтор (5 декабря 1914 — 26 июня 1996) — советский авиационный инженер-конструктор, специалист в области разработки и испытаний авиационной техники.

## Биография
Родился в 1914 году в селе Парафиевка (ныне пгт, Ичнянский район, Черниговская область, Украина).
Окончил МАИ имени С. Орджоникидзе (1941). Работа:
- 1930—1932 ученик слесаря, электромонтер на Государственном электроремонтном заводе № 5 в Москве;
- 1932—1935 помощник уполномоченного, уполномоченный ОГПУ-НКВД;
- 1935—1936 моторист на заводе № 39 НКАП;
- 1936—1941 студент и одновременно заместитель декана факультета МАИ;
- 1941—1951 ведущий инженер, заместитель начальника отдела, заместитель начальника лаборатории ЛИИ МАП СССР[2];
- с 1951 в ОКБ А. Н. Туполева в ЖЛИ и ДБ (завод № 156, ММЗ «Опыт», АНТК имени А. Н. Туполева) — ведущий инженер, ведущий конструктор, начальник бригады, начальник испытательной бригады, ведущий конструктор, ведущий инженер по лётным испытаниям.

Во время войны испытывал боевые самолёты Ил-2, Ту-2, Ил-4, Ер-2. Отрабатывал флюгерные винты.
Участвовал в испытаниях и доводке реверсивных винтов. Проводил лётные испытаниях головной партии самолётов Ту-4.
Испытывал на Ту-4ЛЛ первые советские турбовинтовые двигатели ТВ-2, 2ТВ-2Ф, НК-12. Провел испытания силовых установок Ту-70, Ту-85. Ведущий инженер и руководитель испытаний самолётов Ту-96 и Ту-95 различных модификаций. Ведущий инженер и технический руководитель по авиационному ракетному комплексу Ту-95К-20.
Провел испытания и доводку авиационного ракетного комплекса дальнего перехвата Ту-128С-4 и Ту-128С-4М, авиационных противолодочных комплексов Ту-142М и Ту-142М3, экспериментального комплекса Ту-95М-55 с ракетами Х-55.
Давид Исаакович жил в г. Жуковском. Он умер в 1996 году, похоронен на Донском кладбище.

## Семья
Был женат. Сын Борис Кантор (род. 28 марта 1946 года), авиационный инженер, работал в ЛИИ по тематике исследований и испытаний пилотажно-навигационного оборудования самолётов. В период 1985—1987 годы в составе испытательной бригады ЛИИ проводил горизонтальные лётные испытания аналога корабля «Буран». Кроме того, Борис Кантор известен как автор и переводчик нескольких книг, включая биографию Гая Северина, а также — как энтузиаст, много сделавший для развития тенниса в г. Жуковском:

Огромный вклад внес в развитие большого тенниса в Жуковском Борис Давидович Кантор, который в начале 80-х годов открыл отделение большого тенниса в нашем городе, а в середине 90-х годов провел первый профессиональный мужской турнир под эгидой ITF

## Награды и премии
- Сталинская премия третьей степени (1947) — за разработку конструкции новых типов винтов для боевых самолётов (совместно с Б. Н. Егоровым)
- орден Ленина
- орден Красной Звезды
- орден Трудового Красного Знамени
- орден «За заслуги перед Отечеством» IV степени (21.2.1996)
- медали